# Ірам М'єр
Ірам М'єр (ісп. Hiram Mier, нар. 25 серпня 1989, Монтеррей) — мексиканський футболіст, захисник клубу «Монтеррей».
Насамперед відомий виступами за клуб «Монтеррей», а також національну збірну Мексики.

## Клубна кар'єра
У дорослому футболі дебютував 2007 року виступами за дублюючу команду клубу «Монтеррей», в якій провів три роки, взявши участь у 36 матчах чемпіонату.
До складу основної команди «Монтеррей» приєднався 2010 року. Наразі встиг відіграти за команду з Монтеррея 56 матчів в національному чемпіонаті.

## Виступи за збірну
2011 року дебютував в офіційних матчах у складі національної збірної Мексики.
У складі збірної був учасником розіграшу Кубка Америки 2011 року в Аргентині та Золотого кубку КОНКАКАФ 2011 року в США.
Наразі провів у формі головної команди країни 3 матчі.
2012 року захищав кольори олімпійської збірної Мексики на Олімпійських іграх 2012 року у Лондоні, де мексиканці стали олімпійськими чемпіонами.

## Титули та досягнення
- Олімпійський чемпіон (1):

2012
- Чемпіон Мексики (1):

«Монтеррей»: 2010 (А)
- Віце-чемпіон Мексики (1):

«Монтеррей»: 2011 (К)
- Переможець Ліги чемпіонів КОНКАКАФ (2):

«Монтеррей»: 2011, 2012
- Переможець Панамериканських ігор: 2011
- Володар Золотого кубка КОНКАКАФ: 2011